# Vannak Sambat
Vannak Sambat (ur. 17 marca 2004) – kambodżańska zapaśniczka walcząca w stylu wolnym. Trzynasta na igrzyskach azjatyckich w 2022. Srebrna medalistka igrzysk Azji Południowo-Wschodniej w 2023. Trzecia na mistrzostwach Azji Południowo-Wschodniej w 2023 roku. 